# Смех са сцене: Савремено позориште
„Смех са сцене: Савремено позориште” је југословенски ТВ документарни филм из 1972. године који је режирао Небојша Комадина. 

## Улоге
| Глумац                  | Улога |
| ----------------------- | ----- |
| Даница Аћимац           |       |
| Драган Лаковић          |       |
| Татјана Лукјанова       |       |
| Живојин Жика Миленковић |       |
| Никола Милић            |       |
| Бранка Митић            |       |
| Миодраг Петровић Чкаља  |       |
| Миодраг Поповић Деба    |       |
| Љубица Секулић          |       |
| Жижа Стојановић         |       |
| Божидар Стошић          |       |
| Милутин Мића Татић      |       |